# Grzegorz Stępniak
Grzegorz Stępniak (Goleniów, 24 april 1989) is een Pools voormalig weg- en baanwielrenner die tot 2020 reed voor Wibatech Merx 7R. In 2010 won hij een bronzen medaille op het Europees kampioenschap omnium bij de beloften.

## Baanwielrennen

### Palmares
| Jaar     | PK                      | EK                   | WK       | Overig   |
| Beloften | Beloften                | Beloften             | Beloften | Beloften |
| -------- | ----------------------- | -------------------- | -------- | -------- |
| 2009     |                         | Ploegenachtervolging |          |          |
| 2010     |                         | Omnium               |          |          |
| Elite    |                         |                      |          |          |
| 2009     | scratch · achtervolging |                      |          |          |
| 2010     | omnium                  |                      |          |          |

## Wegwielrennen

### Belangrijkste overwinningen
2012
2e en 3e etappe Bałtyk-Karkonosze Tour
2e etappe Ronde van Mazovië
2013
1e, 2e, 4e en 5e etappe Bałtyk-Karkonosze Tour
1e en 5e etappe Ronde van Mazovië
2014
3e etappe Koers van de Olympische Solidariteit
2015
2e etappe Bałtyk-Karkonosze Tour
Eindklassement Ronde van Mazovië
2016
1e etappe Ronde van Estland
Eind- en puntenklassement Ronde van Estland
2017
3e etappe Szlakiem Walk Majora Hubala
1e etappe Koers van de Olympische Solidariteit
2018
Eindklassement Ronde van Estland
2019
1e etappe Szlakiem Walk Majora Hubala

### Resultaten in voornaamste wedstrijden
| Jaar | Ronde van Italië | Ronde van Frankrijk | Ronde van Spanje |
| ---- | ---------------- | ------------------- | ---------------- |
| 2016 |                  |                     |                  |

| Jaar | Gent-Wevelgem |
| ---- | ------------- |
| 2016 | opgave        |

## Ploegen
- 2012 –  CCC Polsat Polkowice[1]
- 2013 –  CCC Polsat Polkowice
- 2014 –  CCC Polsat Polkowice
- 2015 –  CCC Sprandi Polkowice
- 2016 –  CCC Sprandi Polkowice
- 2017 –  Wibatech 7R Fuji
- 2018 –  Wibatech Merx 7R
- 2019 –  Wibatech Merx 7R
- 2020 –  Wibatech Merx 7R

Banaszek · Brożyna · Černý · Großschartner · Hirt · Honkisz · Kaczmarek · Kiendyś · Kurek · Latoń · Małecki · Marycz · Matysiak · Michajlov · Mrożek · Owsian · Paluta · de la Parte · Paterski · Pluciński · Ponzi · Rebellin · Samojlaw · Stępniak · Stosz · Szmyd · Taciak
Banaszek · Bogusławski · Honkisz · Janiszewski · Kistowski · Marycz · Morajko · Paterski · Roithmeier · Rutkiewicz · Stępniak · Sykała · Warchoł